# Waterville, New York
Waterville är ett municipalsamhälle (village) i Oneida County i delstaten New York. Vid 2020 års folkräkning hade Waterville 1 473 invånare.

## Kända personer från Waterville
- George Eastman, uppfinnare och företagsledare